# Åstorp (đô thị)
Đô thị Åstorp (Åstorps kommun) là một đô thị ở hạt Skåne phía nam Thụy Điển. Thủ phủ là thị xã Åstorp.
Năm 1974 Åstorp cũ (một phố chợ (köping) từ năm 1946) đã được hợp nhất với Kvidinge để lập thành đô thị hiện nay.

## Các địa phương
Có 3 khu vực đô thị ở đô thị Åstorp.
Trong bảng dưới đây, dân số theo số liệu tại thời điểm ngày 31/12/2005.
| # | Địa phương | Dân số |
| - | ---------- | ------ |
| 1 | Åstorp     | 8.514  |
| 2 | Hyllinge   | 2.002  |
| 3 | Kvidinge   | 1.796  |

Một phần nhỏ của Åstorp nằm ở Ängelholm.